# Дядово
Дя̀дово е село в югоизточната част на България, община Нова Загора, област Сливен.

## География
Село Дядово се намира на около 38 km югозападно от областния център град Сливен, около 7 km южно от общинския център град Нова Загора и около 17 km север-североизточно от град Раднево. Разположено е в Старозагорското поле на Горнотракийската низина, в прехода му към северозападните поли на Светиилийските възвишения, откъм левия (източния) бряг на река Блатница (до 1942 г. с име Азмака). Климатът е преходно-континентален; почвите в землището са преобладаващо наносни и лесивирани. Надморската височина в центъра на селото при сградата на кметството е около 137 m, нараства на изток до около 150 m, а на запад към реката намалява до около 125 m.
През селото минава третокласният републикански път III-554, който на север прави връзка с автомагистрала „Тракия“ и продължава през село Езеро до град Нова Загора, а на юг през селата Богданово и Любенова махала и градовете Раднево, Гълъбово и Симеоновград до връзки с автомагистрала „Марица“ и първокласния републикански път I-8.
Землището на село Дядово граничи със землищата на: село Езеро на север; село Радево на изток и югоизток; село Богданово на юг; село Загорци на югозапад и запад; село Стоил войвода на запад.
В землището на Дядово има 3 микроязовира.
Населението на село Дядово, наброявало 787 души при преброяването към 1934 г. и 866 към 1946 г., намалява до 441 (по служебен документ на НСИ от 2021-12-31) към 2021 г.
При преброяването на населението към 1 февруари 2011 г., от обща численост 460 лица, за 223 лица е посочена принадлежност към „българска“ етническа група, за 96 – към „турска“, за 136 – към „ромска“, за 2 – „не отговорили“, а за „други“ и „не се самоопределят“ не са посочени данни.
На изток и североизток от Дядово, в северозападната част на Светиилийските възвишения, има кариера за добив на доломит, намираща се в неговото и на село Езеро землища (поземлени имоти с кадастрални идентификатори 24760.63.75, 24760.7.122, 27111.106.385, 24760.7.56 и други в съседство или близост с посочените; по данни към 10 август 2023 г.). Кариерата е била обслужвана транспортно от демонтирана вече „глуха“ железопътна линия, която се е отклонявала (поземлен имот с кадастрален идентификатор 69314.83.293; по данни към 10 август 2023 г.) от минаващата западно от Дядово железопътна линия Симеоновград – Нова Загора, заобикаляла е селото от юг и изток и е завършвала близо до административната сграда на кариерата (поземлен имот с кадастрален идентификатор 27111.35.264; по данни към 10 август 2023 г.).

## История
След Руско-турската война (1877 – 1878 г.) по Берлинския договор 1878 г. селото – тогава с име Деде кьой – остава в Източна Румелия; присъединено е към България след Съединението 1885 г.. Село Деде кьой е преименувано на Дядово през 1906 г.
Начално училище в село Дядово – за което архивните данни са оскъдни – има, вероятно, от 1905 г. От 1944 г. до 1970 или 1971 г., когато вероятно е закрито, то носи името „Иван Вазов“.
Земеделското спестовно-заемно сдружение „Кариера“, основано през декември 1925 г. в село Дядово, действа от октомври 1926 г. Целта и задачите на сдружението са: кредитиране на членовете му за стопанските им нужди; спестовност; доставка на стоки за потребление. През 1928 г. сдружението се преименува на Кредитна кооперация „Кариера“ и носи това наименование до 1948 г. Кооперацията изкупува всички селскостопански произведения, доставя стоки за нуждите на селото, открива банково представителство и застрахователно дружество. До 1952 г. тя се нарича Всестранна кооперация „Кариера“, след което се преименува на Потребителна кооперация „Кариера“. По нареждане на Районния кооперативен съюз – Нова Загора, на чието подчинение е до 30 юни 1953 г., кооперацията преминава в Градската потребителна кооперация „Наркооп“ – Нова Загора, а на 30 декември 1959 г., съгласно извършената административна реорганизация на окръзите, преминава към Потребителната кооперация в село Стоил войвода.

## Обществени институции
Село Дядово към 2023 г. е център на кметство Дядово.
В село Дядово към 2023 г. има:
- действащо читалище „Развитие – 1931“;[14][15]
- православна църква „Свето Възнесение“;[16]
- пощенска станция;[17]
- целодневна детска градина.[18]

## Културни и природни забележителности
Селищната могила при Дядово е една от най-големите в Югоизточна Европа. Разположена е в югозападния край на селото. Културните слоеве представят непрекъснат живот в продължение на повече от 7000 години – неолит, халколит, бронзова и желязна епоха, късна античност и Късно средновековие. Проучени са средновековно селище с некропол от 9 – 12 век, късноантична крепост; открити са находки от късната бронзова и ранната желязна епоха (средата на второто – средата на първото хилядолетие пр.Хр.). От ранната и средната бронзова епоха (края на четвъртото – началото на второто хилядолетие пр.Хр.) са разкрити 16 строителни хоризонта. През средната бронзова епоха (началото на второто хилядолетие пр.Хр.) селището променя планировката си поради съществени промени в организацията на религиозния и политическия живот, превръща се в център на система от селища в района. В югоизточната част на могилата е обособена цитадела с кръгъл план, оградена от ров, облицован с камъни, и външни концентрични ровове. Открити са павирана с камъни улица, ансамбъл от култови сгради, апсидни жилищни постройки, пещи, огнища и зърнохранилища, предмети на бита и култа, калъпи за изливане на бронзови предмети и други. От 1977 г. се проучва от български екип в сътрудничество с Нидерландия, от 1985 г. – от българо-японска експедиция.
От палеорнитолога проф. Златозар Боев са открити в праисторическото селище от ранно-бронзовата епоха костни останки от 3 вида птици – пъдпъдък (Coturnix coturnix), голяма дропла (Otis tarda) и домашна кокошка (Gallus gallus f. domestica). Находките от домашна кокошка са едни от най-древните в страната и доказват наличието на птицевъдство по онова време в тези земи. В средновековното селище и некропола той е установил и останки от местен див колхидски фазан (Phasianus colcicus colchicus), гургулица (Streptopelia turtur), както и такива от домашна кокошка.

## Други
Селото е родното място на строителните предприемачи братя Диневи.